# Nexperia
Nexperia és un fabricant de semiconductors model de foneria amb seu a Nijmegen, Països Baixos. És una filial de l'empresa xinesa Wingtech Technology. Té fàbriques de front-end a Hamburg, Alemanya i Greater Manchester, Anglaterra. És l'antiga unitat de negoci de productes estàndard de NXP Semiconductors (anteriorment com a Philips Semiconductors). La gamma de productes de l'empresa inclou transistors bipolars, díodes, protecció ESD, díodes TVS, MOSFET i dispositius lògics.
Nexperia és una spin-off de NXP Semiconductor després que la seva antiga empresa matriu vulgui concentrar el negoci en electrònica de senyal mixt per a seguretat, informàtica incrustada i cotxes connectats. el 14 de juny de 2016.
Es va anunciar que Nexperia es vendria NXP a un consorci d'inversors financers xinesos format per Beijing Jianguang Asset Management Co., Ltd ("JAC Capital"), una filial d'una empresa d'inversió estatal xinesa i Wise Road. Capital LTD ("Wise Road Capital"). La transacció es va fer oficial el 6 de febrer de 2017. JAC Capital i Wise Road Capital se centren en inversions globals, inclosa la inversió en R+D, fabricació i servei al client. Després de la transacció, Nexperia es va convertir en una empresa independent i tot l'abast del negoci de productes estàndard de NXP, inclòs el seu equip directiu, liderat per Frans Scheper, i uns 11.000 empleats de NXP es van transferir a Nexperia.
El 25 d'octubre de 2018, Nexperia es va tornar a vendre a Wingtech Technology Co Ltd, ODM per a empreses de telèfons intel·ligents per 3.600 milions de dòlars. Com a conseqüència de les operacions, serà propietari del 75,86 per cent de Nexperia.
Abans de convertir-se en el nom de l'empresa per al negoci de Productes estàndards derivat de NXP, Nexperia era una marca per a la gamma de processadors multimèdia de NXP.
El 2021, la companyia va comprar el Newport Wafer Fab a Gal·les.